# Заварян, Симон Меликович
Симон Меликович Заварян (арм. Զավարյան Սիմոն Մելիքի, 1865, Айгеат, Российская империя — 27 октября 1913, Константинополь, Османская империя) — армянский политический деятель.

## Биография

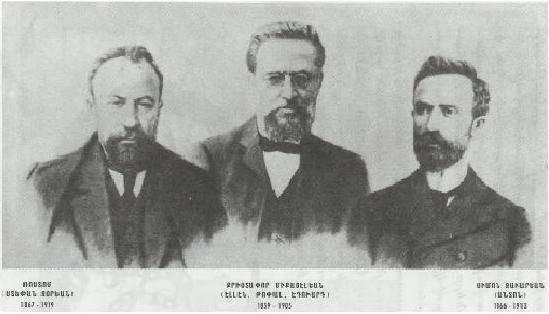
Основатели партии «Дашнакцутюн» Ростом Зорьян, Христофор Микаелян и Симон Заварян

Учился в Москве, с отличием окончил Петровскую сельско-хозяйственную академию, затем поселился в Тифлисе, где познакомился с Христофором Микаеляном и Степаном Зоряном. В 1890 году Микаелян, Зорян и Заварян выступили соучредителями политической партии «Армянское революционное содружество» («Дашнакцутюн»).
Был похоронен на кладбище Ходживанк. В конце 1990-х годов захоронение Заваряна было перевезено из Тбилиси в его родную деревню Айгехат.